# Кліппан
Кліппан (буквально круча) — місто та адміністративний центр комуни Кліппан, лен Сконе, Швеція з 8 116 жителями (2010).
Кліппан розташований у північно-західній частині історичної провінції Сконе, на правому березі річки Ренно, приблизно в 25 км на південний схід від Енгельгольма.

## Історія
Історія Кліппана пов'язана з найстарішою у Скандинавії паперовою фабрикою, заснованою в 1573 році на річці Ренно. Місто тоді мало назву Обю. У 1898 році його назва було змінено на Обю-Кліппан, а в 1944 році на Кліппан (як і залізнична станція з 1875 року). Зміни були пов'язані з будівництвом залізничної лінії Гельсінгборг — Гесслегольм, відкритої в 1875 році. Існувала вже станція під назвою Обю біля Норрчепінгу. Назва Кліппан походить від назви млина на паперовій фабриці Klippans bruk.